# Horgen
Horgen ist eine politische Gemeinde und seit 1831 der Hauptort des gleichnamigen Bezirks im Kanton Zürich in der Schweiz. Sie liegt am linken, westlichen Ufer des Zürichsees (pop. «Pfnüselküschte») und ist etwa 15 km von der Kantonshauptstadt Zürich entfernt. Horgen zählt zur Agglomeration Zürich. Der Mundartname lautet Hoorge, die Einwohner nennen sich Hoorgner. Zu Horgen gehören Hirzel, Spitzen, der Horgenberg, der Sihlwald und Sihlbrugg Station. Die neolithische Horgener Kultur ist nach Horgen benannt.

## Geographie

Horgen aus 800 m, im Jahr 1919, Walter Mittelholzer

Horgen liegt im Südwesten des Kantons Zürich und ist mit 30,83 km² die zweitgrösste Gemeinde im Bezirk. Die Landschaft wird bestimmt durch den Zimmerberg, eine Seitenmoräne, welche der Linthgletscher bei seinem Vorstoss nach der letzten Eiszeit geformt hat, und den Albis-Höhenzug. Das Gemeindegebiet erstreckt sich vom linken Seeufer über das Sihltal hinweg bis zum Albisgrat und nach Süden bis zum Sihlsprung.
Ein grosser Teil von Horgen ist von Wald bedeckt und umfasst 39,6 % des Gemeindegebietes. Weitere 38,4 % werden landwirtschaftlich genutzt, 12,5 % für Siedlungen, 6,3 % für Verkehr, 1,5 % sind unproduktive Fläche, und 1,7 % sind Gewässeranteil (Stand 2018).

### Gewässer
Bestimmender Wasserlauf im Gemeindegebiet von Horgen ist die Sihl, die am Drusberg im Kanton Schwyz entspringt, in Zürich in die Limmat mündet und die Gemeinde auf etwa 11 km Länge durchquert. Der Dorfbach und Bäche wie der Tannenbach, der Aabach und der Meilibach fliessen zum Zürichsee; einige kleinere sind teilweise eingedolt. Auf dem Gemeindegebiet von Horgen liegt der Bergweiher mit einer Fläche von 4,2 ha. Die Länge des Seeanstosses an den Zürichsee beträgt ungefähr 4 km.

### Ortsteile und Quartiere
In der Gemeinde Horgen weisen verschiedene grössere Siedlungen den Charakter von Ortsteilen oder Quartieren auf. Da darüber kein offizielles Verzeichnis existiert, erhebt nachfolgende Aufzählung von Ortsteilen resp. Quartieren keinen Anspruch auf Vollständigkeit. Viele dieser Siedlungen existieren seit langer Zeit. Deren Namen gehören zum immateriellen Kulturerbe mit grosser Bedeutung für die Sprach- und Geschichtswissenschaft. Die Plattform ortsnamen.ch gibt Auskunft über die Herkunft und Bedeutung von Siedlungsnamen.

#### Dorf
Das Dorf Horgen ist das Zentrum (418 m ü. M.) von Horgen. In ihm finden sich auf kleinem Raum die gesamte Verwaltung von Gemeinde und Bezirk sowie die Schauplätze des kulturellen und sozialen Lebens, die wichtigsten Einkaufsmöglichkeiten und der Verkehrsknotenpunkt Bahnhof See. Die vorherrschende Architektur ist modern städtisch. Ausser einigen älteren Gebäuden und Gassen ist kein einheitlicher alter Kern erhalten.

#### Arn
Arn (554 m ü. M.) liegt am südlichen Zipfel des Gemeindegebietes. Das Schulhaus beherbergt zwei Primarschulklassen, einen Kindergarten sowie eine Logopädie. Etwas Bekanntheit erlangte der Ortsteil im Jahr 1804, als im Gefecht bei der Bocken die Aufständischen unter Hans Jakob Willi siegten. Elisabeth Lenhardt war hier von 1934 bis 1973 gewählte Lehrerin.

#### Hirzel

Hirzel im Jahr 1946

Seit der Fusion am 1. Januar 2018 gehört der Hirzel nach mehr als 240 Jahren wieder zu Horgen. Der Hirzel liegt auf dem Zimmerberg auf rund 700 m ü. M. und an seinem westlichen Abhang gegen die Sihl. Er bildet den südlichen Gemeindeteil und ist landwirtschaftlich geprägt. Der Hirzelpass zerschneidet den Ortsteil und ist seit je seine Lebensader.

#### Horgenberg
Der Horgenberg liegt im westlichen Teil des Gemeindegebietes auf dem Zimmerbergrücken oberhalb der Autobahn A3. Er besteht aus den verstreut liegenden Weilern Wührenbach (635 m ü. M.), Moorschwand (652 m ü. M.), Chlausen (650 m ü. M.), Widenbach (696 m ü. M.), Tableten (560 m ü. M.) und anderen. Durch die eigene Primarschule mit zwei Klassen und das vielfältig genutzte Mehrzweckgebäude hat sich der Horgenberg eine gewisse Eigenständigkeit bewahrt.
Der landwirtschaftlich geprägte Naherholungsraum im Horgenberg, vor allem die Gegend um den Bergweiher, wird von der Dorfbevölkerung sehr geschätzt.

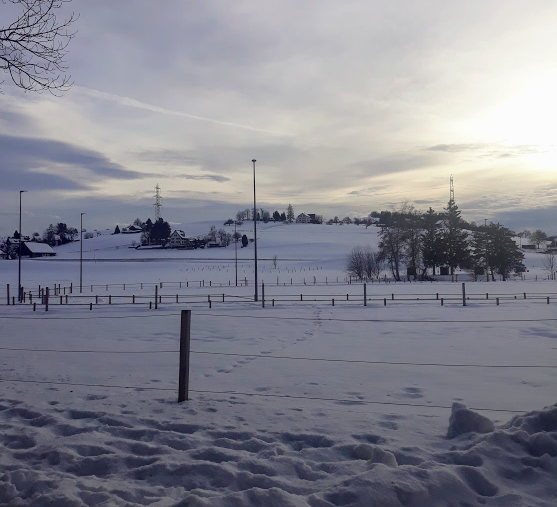
Sicht auf den Horgenberg (Wührenbach) von Osten, Winter 2021

#### Käpfnach
Der Ortsteil Käpfnach liegt im südöstlichen Teil des Gemeindegebietes von Horgen. Der Aabach durchschneidet Käpfnach sowie das Allmendhölzli und bildete im See ein kleines Delta. In der ehemals von Landwirtschaft und Weinbau geprägten Landschaft wurden einige grosse Wohnprojekte realisiert. Grosse Bedeutung erreichte Käpfnach durch den Abbau im Bergwerk Käpfnach.

#### Oberdorf
Mit dem Bau der Eisenbahn Zürich–Zug und der Ansiedlung einiger Industriebetriebe entwickelte sich im Oberdorf (Bahnhof 483 m ü. M.) ein kleiner Ortskern. Sein Zentrum ist der Bergli-Platz mit dem markanten Brunnen. Mit der Ausweitung der Industriezone im Spätz, nach Westen Richtung Autobahn A3, gewann dieser Ortsteil in den 1960er Jahren vermehrt Bedeutung. Der Zunahme der Bevölkerung in diesem Gebiet wurde 1972 durch den Bau des Schulhauses Bergli und des Altersheims der Gemeinde Rechnung getragen.

#### Sihlbrugg Station
Sihlbrugg Station (514 m ü. M.) liegt zwischen dem Zimmerbergtunnel und dem Albistunnel der SBB. Es war bis 2006 der Endpunkt der normalspurigen Sihltalbahn. Mit dem Fahrplanwechsel 2012 wurde mit der S21 auch der letzte Zugshalt eingestellt. Es liegt drei Kilometer vom Strassenverkehrsknotenpunkt Sihlbrugg entfernt im Sihltal.

#### Sihlwald
Im Sihltal beim Weiler Sihlwald und dem Bahnhof Sihlwald (484 m ü. M.) der Sihltalbahn gelegen, liegen das Forsthaus und das ehemalige Naturzentrum Sihlwald, der heutige Wildnispark Zürich. Im ehemaligen Primarschulhaus war bis 2011 das Projekt «Waldschule Sihlwald» beheimatet.
Der stark bewaldete Zimmerbergrücken nach Westen bis zum Albis bildet eine einzigartige Waldlandschaft. So sah in früherer Zeit das ganze Gebiet von Zürich bis zum Etzel aus. Der sich zum grossen Teil im Besitz der Stadt Zürich befindende Sihlwald und die angrenzenden Wälder bilden das grösste zusammenhängende Waldgebiet im Schweizer Mittelland.

#### Tannenbach
Der nördlichste Ortsteil Horgens grenzt an Oberrieden, wobei das Bächlein «Tannenbach» die Grenze bildet. Dessen Name (446 m ü. M.) ist eine Verballhornung von «tosender Bach» (ursprünglich: «tenndender Bach»). Das Bächlein verursachte im Frühjahr oftmals Überschwemmungen bei den anliegenden Grundstücken.
Das Quartier war bis vor etwa 100 Jahren vom Rebbau geprägt. Der einzige Industriebetrieb war die bis 2006 betriebene Papierfabrik direkt am See. Neben der ehemaligen Papierfabrik liegt die Kläranlage von Horgen.
Im Quartier Tannenbach befindet sich das Spital Zimmerberg. Seit 2006 ist eine Altersresidenz «Tertianum» direkt neben dem Spital in Betrieb. Das «Pflegeheim Amalia Widmer» ist eine Stiftung der Bauerntochter Amalia Widmer, die auf diese Weise für das Fortbestehen ihres Namens sorgen wollte. Das Land für das Primarschulhaus Tannenbach wurde ebenso von Fräulein Widmer gestiftet. Neuerdings steht eine Kirche im Quartier. Die Neuapostolische Gemeinde errichtete sie neben den denkmalgeschützten Häusern beim Ortseingang (welche sich im Besitz der Neuapostolen befinden).

#### Waldegg
In den 1970er Jahren entstand an der Stelle des ehemaligen Bauernhofes Waldegg ein Neubauquartier mit Einkaufszentrum (526 m ü. M.), Schul- und Sportanlagen.

### Nachbargemeinden
Seit der Verselbständigung der Aussenwacht Oberrieden am 13. Mai 1773 ist diese, zusammen mit Wädenswil, Langnau am Albis, Hausen am Albis und Thalwil, die Nachbargemeinde. Durch die Fusion mit Hirzel kamen ausserdem die Gemeinden Menzingen und Neuheim im Kanton Zug dazu.
Gemeinschaftliche Aufgaben sind in den regionalen Zweckverbänden geregelt. Die wichtigsten sind Kehrichtverwertung, Abwasserentsorgung, Seewasseraufbereitung und das Spital Zimmerberg, welches 2011 mit dem Spital Sanitas aus Kilchberg zum See-Spital mit zwei Standorten fusionierte.

## Geschichte

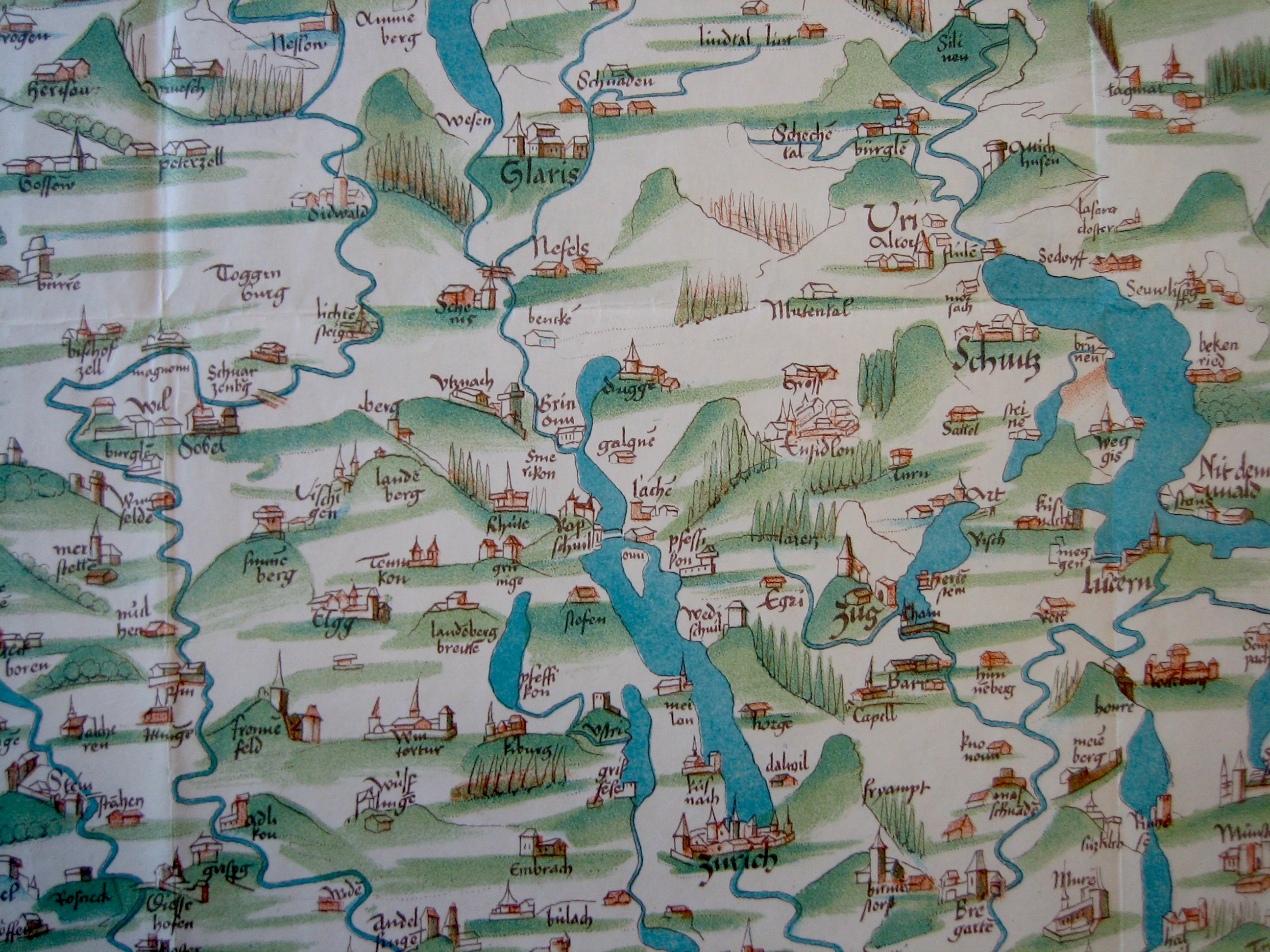
Horgen auf der ältesten Schweizer Karte, erstellt von Konrad Türst 1495/1496

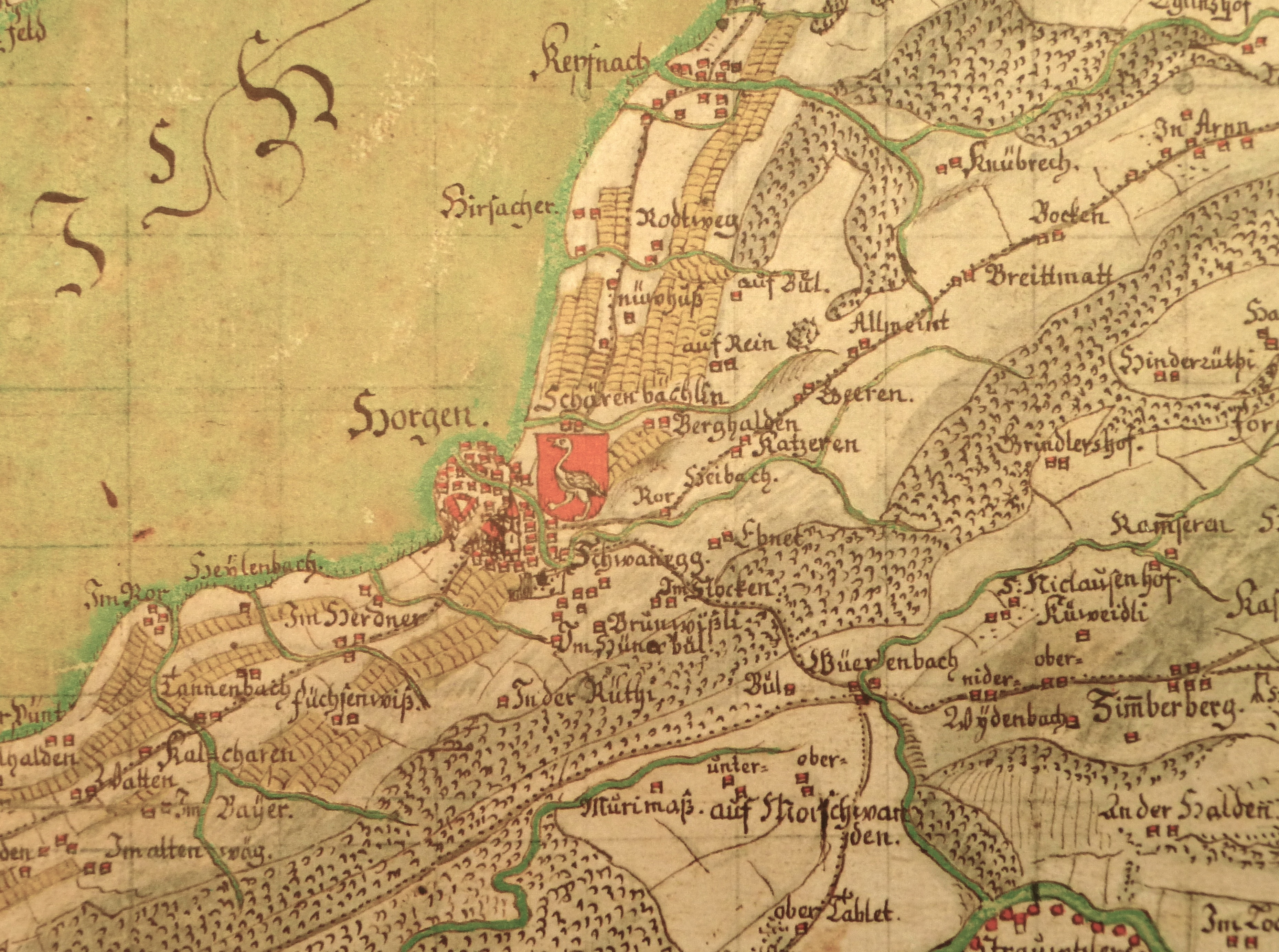
Horgen auf der Gygerkarte von 1667

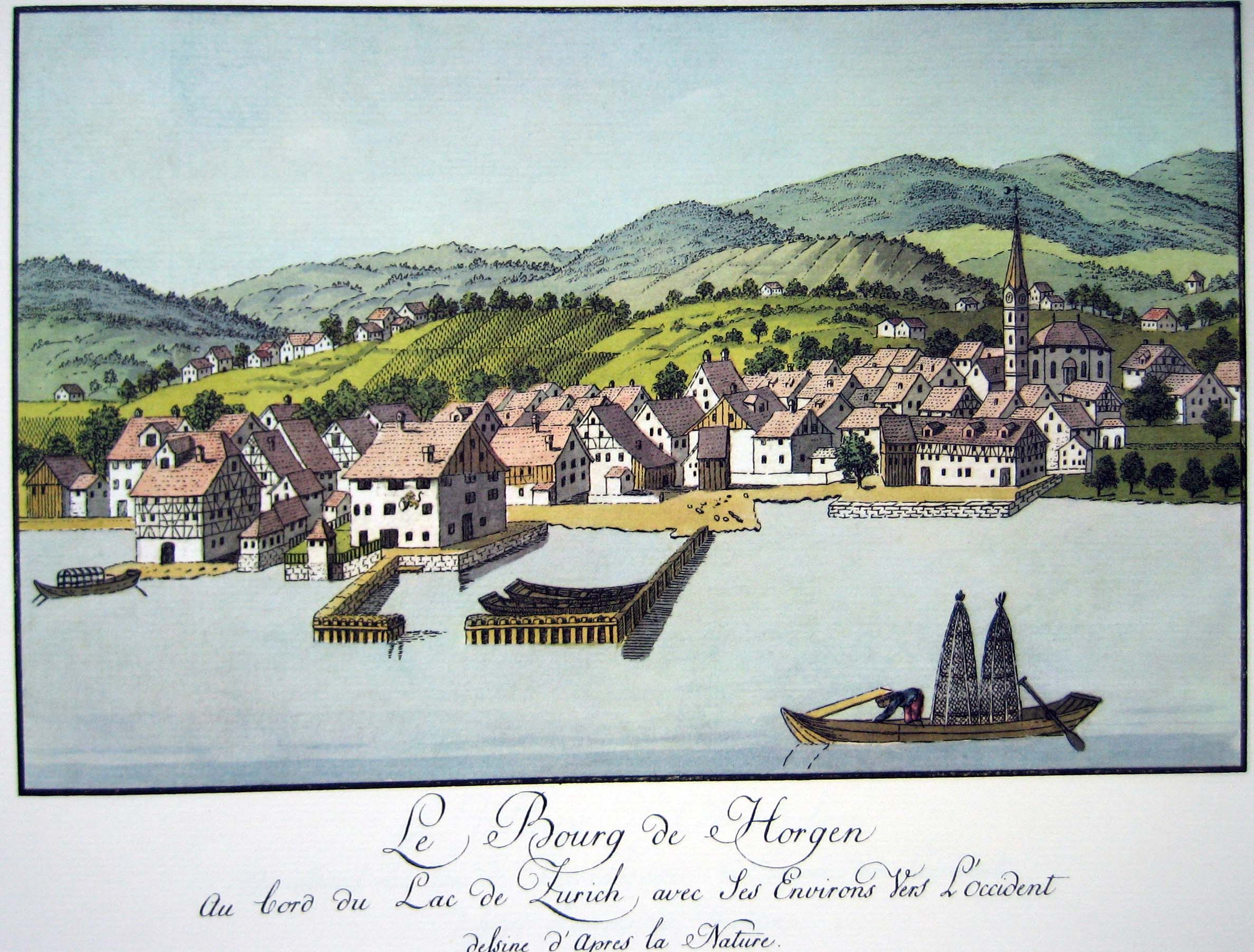
Horgen 1794 auf einem Stich von Heinrich Brupbacher

Die Ur- und Frühgeschichte von Horgen ist bislang noch nicht intensiv untersucht worden. Im Käpfnacher Kohleflöz sind Versteinerungen von Farnen und Mastodon erhalten geblieben.
Die frühesten Siedlungen im Gemeindegebiet sind die Seeufersiedlungen der Pfahlbauer. Die ältesten jungneolithischen Siedlungsreste wurden beim heutigen Schiffssteg gefunden und der Pfyner Kultur zugeordnet. Sie entstanden 3900 bis 3500 v. Chr. Die Menschen der nach ihrem Fundort benannten Horgener Kultur (ungefähr zwischen 3500 und 2800 v. Chr.) hatten ihren Siedlungsplatz im «Scheller» nahe der Grenze zu Oberrieden. Bei den Grabungen 1987 bis 1990 wurde dendrochronologisch die Entstehung der sieben getrennten Kulturschichten im «Scheller» in die Jahre 3100 bis 3000 v. Chr. datiert. Die Horgener Siedlungen standen in Verbindung mit zeitgenössischen Siedlungen an anderen Schweizer Seen.
Aus dem 2. Jahrhundert stammen die beiden keltischen Frauengräber im Thalacker. Für die Zeit der Völkerwanderung im 7. Jahrhundert sind alamannische Gräber bei der Kapelle an der Stockerstrasse, im «Entweder» und im «Bätbur» belegt.
In der Urkunde, durch die König Otto I. am 1. März 952 umfangreiche Ländereien in der Gegend von Horgen dem Kloster Fraumünster in Zürich schenkte, wurde Horgen als Horga zum ersten Mal erwähnt. Der Name geht auf einen althochdeutschen Flurnamen zurück, der etwa *ze horwun (‹Bei der Sumpflandschaft›) lautete.
Horgen erlebte seit dem späten Mittelalter als Warenumschlagplatz einen Aufschwung. Um 1437 wurde Horgen Obervogtei, als die Zürcher Regierung es mit der Vogtei Thalwil und nach der Reformation mit dem Hof Rufers in Adliswil vereinigte. Das Gebiet der Obervogtei reichte von Wollishofen bis zur Grenze zu Wädenswil. Im Alten Zürichkrieg, während der Zürcher Reformation durch Huldrych Zwingli und der Gegenreformation war das Gebiet der Gemeinde Horgen ein Vorposten gegen die katholische Innerschweiz.
Religiöse Auseinandersetzungen gab es ab 1585 zwischen der Herrschaft in der Stadt und der Täufergemeinde im Horgenberg. Im Zug dieser Ereignisse wurde Hans Landis am 30. September 1614 in Zürich enthauptet. 1637 wurde auch Hans Meyli gefangen genommen, er konnte aber fliehen.
Die napoleonischen Wirren, die Helvetik 1798–1803 und die Auseinandersetzungen um die Mediationsverfassung 1803 gipfelten 1804 im Bockenkrieg. In der Helvetik und Mediation blieb Horgen Distrikthauptort. Die Regenerationsverfassung von 1831 legte die Grundlage zum heutigen Bezirk Horgen.
Der Bau der Linksufrigen Zürichseebahn zwischen Zürich und Näfels war von einigen Schwierigkeiten begleitet. Die Strecke führte über grosse, im See aufgeschüttete Uferzonen. Am 9. Februar 1875 rutschte ein 135 m langes Stück der im Bau befindlichen Strecke in den See. Das Trassee wurde etwas verlegt, trotzdem versank am 20. September, zwei Tage nach der Eröffnung der Bahnstrecke, nochmals ein 204 m langes Teilstück im Wasser, mehr als 6500 m². Der Bahnhof senkte sich um einen halben Meter und musste abgerissen werden. In der Folge wurde weiter landeinwärts ein neues Trassee angelegt.
Ende 2016 wurde eine Abstimmung über die Fusion von Hirzel mit Horgen mit 59 Prozent Ja-Stimmen angenommen. Die Fusion wurde per 1. Januar 2018 vollzogen.

## Wappen und Fahne

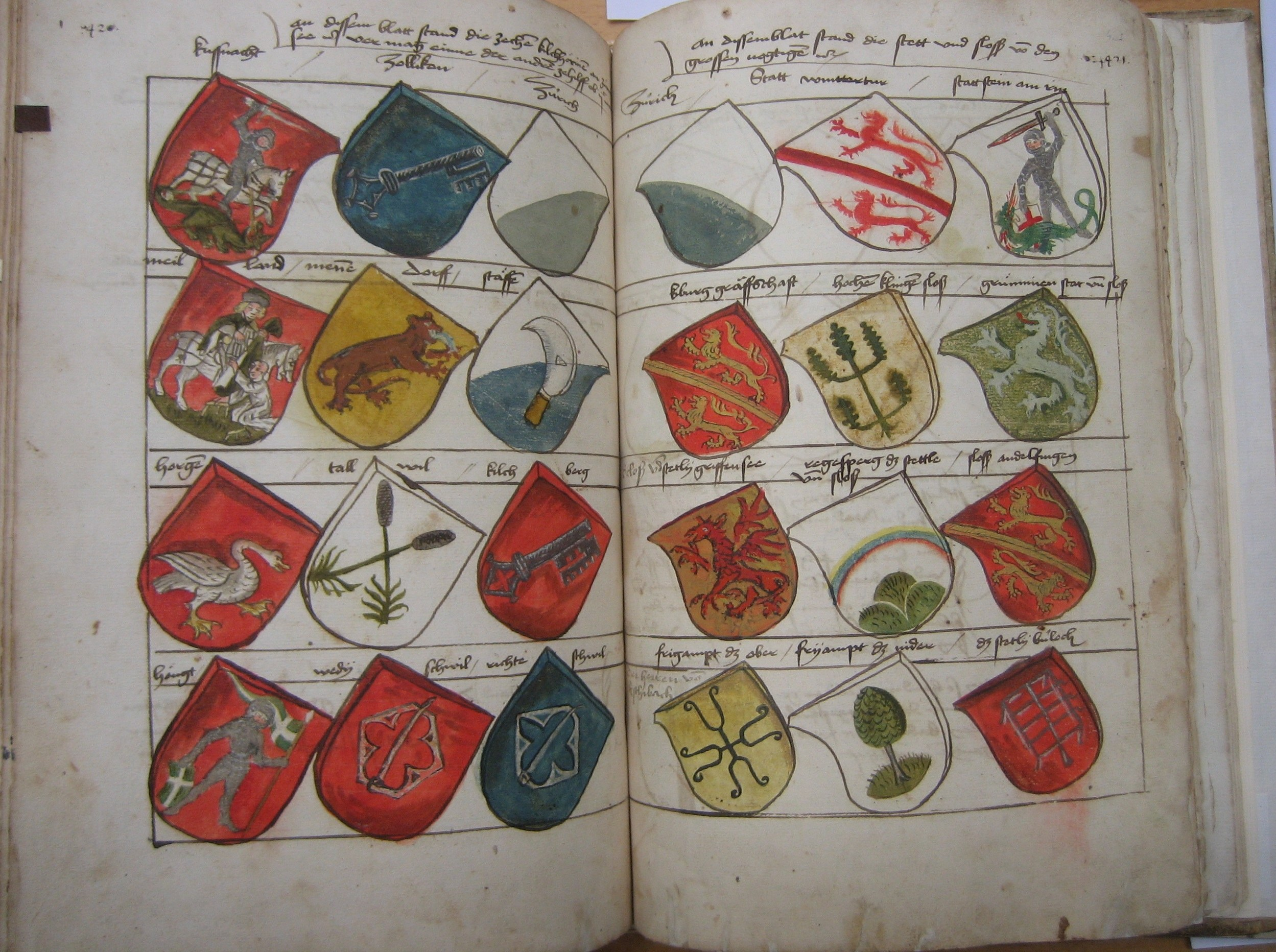
Horgner Wappen (Zürcher Chronik 1485–86) von Gerold Edlibach

Wappen vor 1952, wie es auch in «Die Gemeindewappen des Kantons Zürich» erscheint. Der Schwan schaut nun nach rechts (Heraldik).

Wappen der Gemeinde Horgen ab 1952

Blasonierung:
In Rot ein silberner, stehender Schwan mit goldener Bewehrung
In der Chronik von Gerold Edlibach aus dem Jahr 1486 findet sich die älteste Darstellung des Wappens, ein silberner Schwan auf rotem Grund. Der Schwan schaute damals nach rechts.
Die modernen Gemeindewappen und Gemeindefahnen gehen zurück auf die Arbeit der Gemeindewappen-Kommission der Antiquarischen Gesellschaft Zürich, die zwischen 1926 und 1936 die Wappen der damals 179 Zürcher Gemeinden festlegte und diese in der Form von Postkarten publizierte. In den sechziger Jahren fasste die AGZ den Beschluss, die Wappen in Buchform neu gefasst herauszugeben. Die Publikation verzögerte sich jedoch durch den Tod des Zeichners Walter Käch 1970. Käch wurde ersetzt durch den Heraldiker Fritz Brunner, und das Gemeindewappenbuch erschien schliesslich im Jahr 1977.
Seit der 1000-Jahr-Feier 1952 verwendet die Gemeinde eine grafisch einfacher gestaltete, moderne Zeichnung des Schwans, entworfen vom einheimischen Grafiker Josef Wieser. Die neue Version des Wappens und der Fahnen fand jedoch keinen Eingang in das Buch der Gemeindewappen des Kantons Zürich, obwohl dieses erst 25 Jahre später publiziert wurde.

## Bevölkerung
Offiziell leben in Horgen 23709 Einwohner (Stand  nach dem Zusammenschluss mit Hirzel).
2022 besassen 29,9 % der in Horgen gemeldeten Einwohner, das sind 7'061 Personen, keinen Schweizer Pass. Im selben Jahr waren 16,1 % der Einwohner jünger als 14 Jahre und 4,7 % der Einwohner zwischen 15 und 19 Jahre alt. Zwischen 20 und 64 Jahre alt waren rund 60,4 %, und älter als 64 Jahre waren 18,8 % der Einwohner. Der Frauenanteil in der Bevölkerung betrug 51,1 %.
In Horgen hat sich die einheimische Bevölkerung seit Beginn der Industrialisierung im 19. Jahrhundert mit vielen Zuwanderern angereichert und zum Teil vermischt. Die Zuwanderer fanden zuerst in der Textil- und Maschinenindustrie, später im Dienstleistungssektor Arbeit. Bedingt durch die internationale Ausrichtung der Arbeitgeber, findet sich in Horgen eine vielsprachige multikulturelle Gesellschaft.
| Jahr      | 1470  | 1634  | 1654   | 1780   | 1836   | 1850   | 1860   | 1870   | 1880   | 1888   | 1900   | 1910   | 1920   |
| Einwohner | 480   | 1'175 | 1'560  | 2'837  | 2'886  | 4'844  | 5'311  | 5'159  | 5'232  | 5'475  | 6'883  | 8'056  | 8'471  |
| Jahr      | 1930  | 1941  | 1950   | 1960   | 1970   | 1980   | 1990   | 2000   | 2010   | 2011   | 2012   | 2016   | 2022   |
| Einwohner | 9'320 | 8'916 | 10'118 | 13'482 | 15'691 | 16'577 | 16'463 | 17'432 | 18'935 | 19'400 | 19'528 | 20'291 | 23'628 |

### Sprache
Die Amts- und Verkehrssprache Deutsch, welche im alltäglichen Umgang überwiegend als Zürichdeutsch gesprochen wird, benutzen 80 % der Einwohner als Hauptsprache. Danach folgt Italienisch mit 6 %, rund 14 % bilden die restlichen Sprachminoritäten.

### Konfessionen
2022 gehörten 24,07 % der Bevölkerung zur Evangelisch-reformierten Kirche, 25,53 % zur Römisch-katholischen Kirche und 50,39 % hatten eine andere oder keine Religionszugehörigkeit. Die Reformierte Kirche Horgen aus dem Jahr 1782 findet sich im Ortszentrum. Die katholische Kirche St. Josef wurde 1933 bis 1934 von Anton Higi auf einem Plateau oberhalb des Ortskerns erbaut.
In Horgen sind auch vertreten: die Evangelisch-methodistische Kirche, die zur Schweizerischen Pfingstmission SPM zugehörige Evangelische Christengemeinde Horgen, die Missione Cattolica Italiana – Italienische Mission der Katholischen Kirche und die Neuapostolische Kirche.

### Soziales
2022 waren laut dem Statistischen Amt 284 Personen in Horgen als arbeitslos gemeldet. Das entsprach einer Arbeitslosenquote von 1,8 %.

## Politik
| Partei     | 2019    | 2023    | +/–   |
| ---------- | ------- | ------- | ----- |
| SVP        | 28,84 % | 28,73 % | −0,11 |
| SP         | 14,77 % | 17,42 % | +2,64 |
| FDP        | 17,79 % | 15,98 % | −1,81 |
| glp        | 13,48 % | 12,71 % | −0,78 |
| CVP/Mitte  | 6,66 %  | 11,27 % | +2,91 |
| Grüne      | 11,23 % | 7,47 %  | −3,76 |
| EVP        | 2,58 %  | 2,44 %  | −0,14 |
| EDU        | 1,12 %  | 0,78 %  | −0,34 |
| AL         | 1,10 %  | –       |       |
| BDP        | 1,70 %  | −       |       |
| Andere (7) | 0,69 %  | 2,43 %  | +1,74 |

In Horgen herrscht die schweizerische Basisdemokratie in Form einer allen Stimmberechtigten offenstehenden Gemeindeversammlung (Legislative). Der Gemeinderat lädt zur Gemeindeversammlung im «Schinzenhof» ein. Geschäfte, welche die Kompetenzen der Gemeindeversammlung übersteigen, werden durch Urnenabstimmungen entschieden.
Die Mitglieder des Gemeinderats (Exekutive) stehen einem Amt vor. Die neun (inklusive Präsident) Gemeinderäte und der Gemeindepräsident werden an der Urne gewählt. Seit Juli 2022 hat Beat Nüesch von der FDP dieses Amt inne. Der Gemeinderat ist für den Vollzug seiner Aufgaben und für die Geschäfte der Gemeindeversammlung und der Urnenabstimmung verantwortlich.
Der Gemeindeschreiber ist um die Vorbereitung und Koordination der Ratsgeschäfte besorgt und unterstützt den Gemeinderat in rechtlichen und strategischen Fragen. Überdies leitet er die Gemeindeverwaltung und bildet die Schnittstelle zwischen Verwaltung und Gemeinderat.
Bei den Kantonsratswahlen 2019 betrugen die Wähleranteile in Horgen: SVP 25,0 %, FDP 22,2 %, SP 16,0 %, glp 11,6 %, Grüne 9,6 %, CVP 6,2 %, EVP 3,8 %, BDP 2,9 %, EDU 1,3 %, AL 1,3 % und andere (7) 3,2 %.

## Wirtschaft

### Landwirtschaft
| Tier     | Anzahl |
| -------- | ------ |
| Rinder   | 643    |
| Kühe     | 340    |
| Schafe   | 57     |
| Schweine | 377    |

Horgen war bis zum Beginn der Industrialisierung im 19. Jahrhundert landwirtschaftlich geprägt, wobei Weinbau und Milchwirtschaft vorherrschten. Der Weinbau wurde infolge der ab 1850 aufgekommenen Schädlinge (Reblaus) und der nicht begünstigten Lage im ersten Viertel des 20. Jahrhunderts gänzlich aufgegeben. Heute sind noch 30, davon 25 hauptberuflich geführte Landwirtschaftsbetriebe ansässig. Im Jahr 2005 bearbeiteten rund 100 Beschäftigte 500 ha Land. Die grössten Gebiete liegen westlich der Autobahn A3 und im südlichen Gemeindegebiet der Rietwies.

### Bergbau und Energieversorgung
Das Bergwerk Käpfnach ist ein ehemaliges Braunkohle- und Mergel-Bergwerk in Horgen im Kanton Zürich in der Schweiz. Mit einer gesamten Stollenlänge von 80 km ist es das grösste seiner Art in der Schweiz.
Für die Energieversorgung der Industrie wurden in Horgen zwei Stauweiher (Horgener Bergweiher (1719 erbaut), Aabach-Weiher (seit 1883)), die Wasserwerkgesellschaft Aabach (1881 gegründet) mit einem Wasserverteilnetz für die Industrie im Dorf, ein Gaswerk (1900–1963) und das Elektrizitätswerk Käpfnach (seit 1938) erstellt.

### Industrie

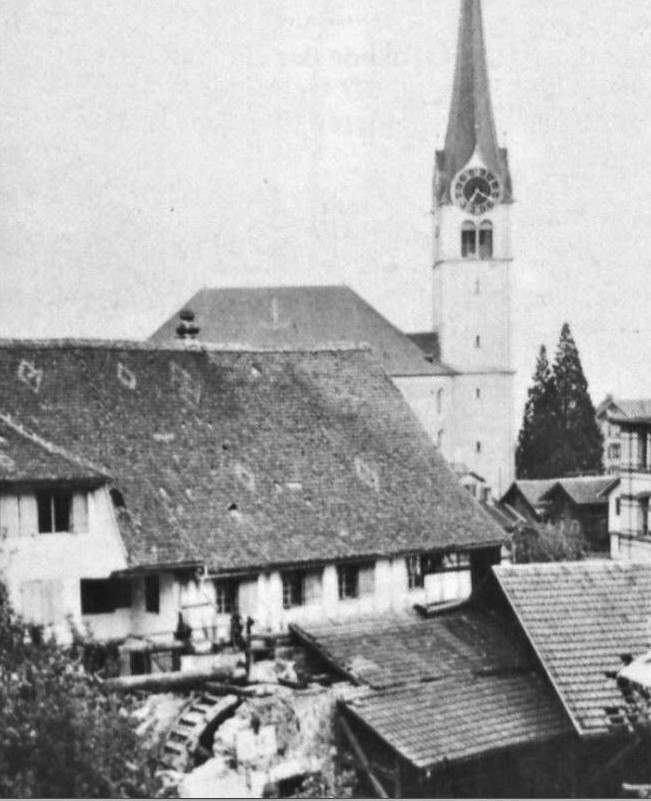
Obere Mühle (1882)

1263 wurde erstmals eine Mühle am Dorfbach (Heubach) unterhalb des Schliifitobels, die spätere Obermühle, erwähnt. Der Betrieb der 1719 erbauten Obermühle wurde um 1900 eingestellt. Derjenige der Unteren Mühle an der Zugerstrasse bereits Mitte des 19. Jahrhunderts. Auf deren Areal entstand eine Schreinerei, die 1902 in die Möbelfabrik Horgen-Glarus umgewandelt wurde.
Im 18. Jahrhundert gab es in Horgen mehrere Gerbereien. Die 1728 gegründete Gerberei Hüni besteht bis heute als Hüni AG mit Automatisierungstechnik für Gerbereien im In- und Ausland weiter. Die Industrialisierung prägte Horgen seit Mitte des 19. Jahrhunderts stark, zu Beginn war die aufkommende Seidenindustrie mit 1847 bereits zehn Seidenwebereien dominierend (z. B. Weberei Stünzi Söhne), später die Maschinenindustrie (z. B. Wanner, Grob, Stäubli, Schweiter, Oetiker). Viele dieser grossen Betriebe sind oder waren seit ihren Anfängen international tätig und exportieren einen Grossteil ihrer Produktion. Die intensiven Beziehungen der Seidenindustrie des Bezirkes Horgen zu Nordamerika führten dazu, dass in Horgen von 1878 bis 1895 ein US-amerikanisches Konsulat bestand.
Im Kriegsjahr 1943 schlossen sich die vier Textilmaschinenfabriken Grob, Schweiter, Stäubli und Vollenweider zur Interessengemeinschaft «Die 4 von Horgen» zusammen, um die damaligen Schwierigkeiten zu meistern. Sie begannen die Weltmärkte (Exportquote um 90 %) gemeinsam als Vertriebs- und Werbegemeinschaft zu bearbeiten, um damit ihre Selbständigkeit bewahren zu können.
1975 gab es in Horgen 87 Firmen im Industriesektor (ohne Baugewerbe) mit rund 3600 Beschäftigten. 1985 waren es noch 2200 Arbeitsplätze im Industriesektor und 2015 noch 1242.

### Dienstleistung
Im Laufe des 20. Jahrhunderts verschob sich das wirtschaftliche Schwergewicht immer mehr hin zu Dienstleistungsbetrieben. Banken, Vermögens- und Liegenschaftsverwaltungen, Versicherungen, Forschungsanstalten, Verarbeitungs- und Schulungszentren von Banken und Kreditkartengesellschaften sind wichtige Arbeitgeber. Daneben sind die Bezirksbehörden, das Bezirksgericht mit angegliederter Strafanstalt in Horgen ansässig.

## Verkehr

### Öffentlicher Verkehr

Bahnhof Horgen, 6. Januar 1900

Bahnhof Horgen Oberdorf, 25. Juni 1960

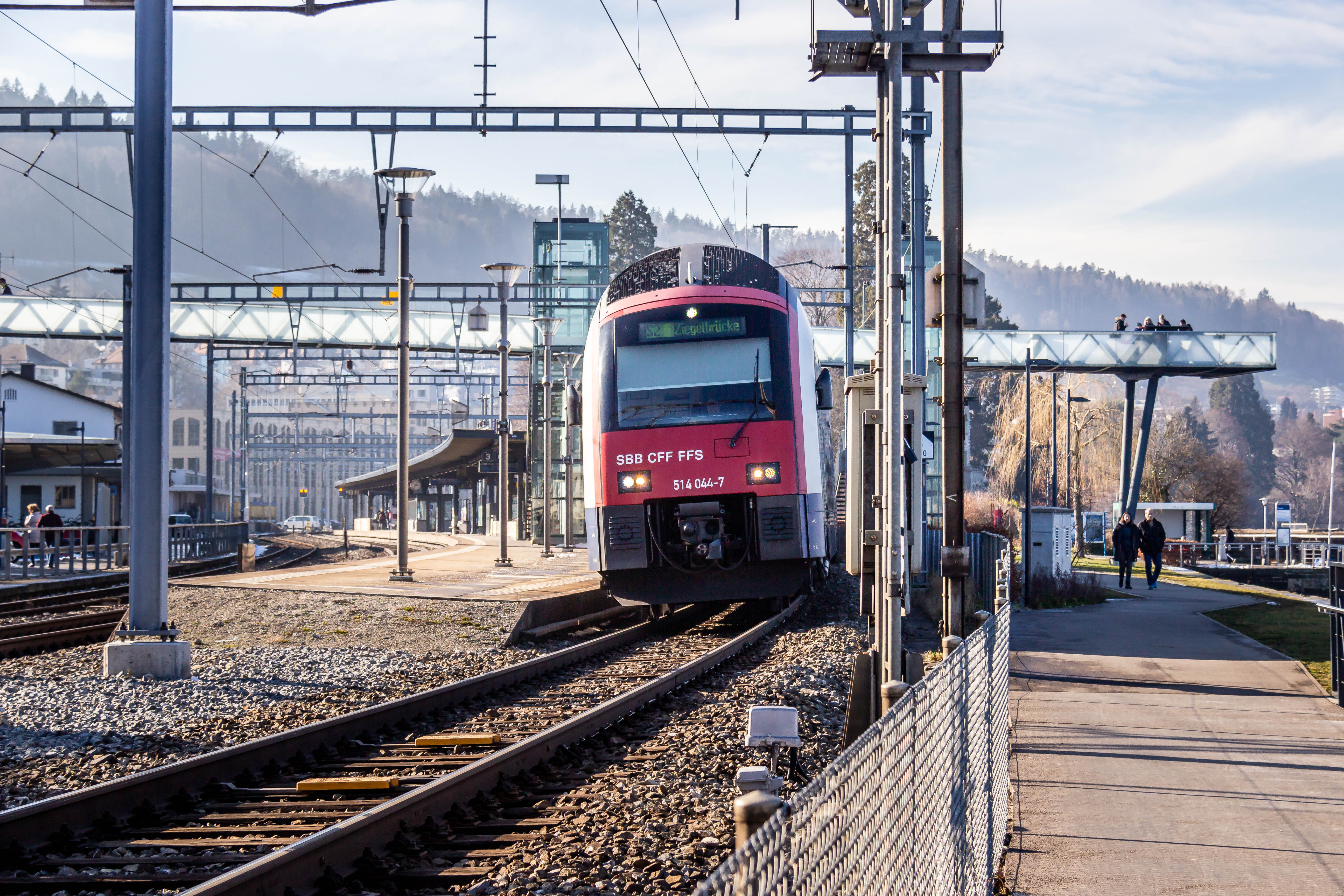
S-Bahn Zürich am Bahnhof Horgen

1875 wurde die sogenannte Linksufrige Zürichseebahn von der Schweizerischen Nordostbahn (NOB) eröffnete. Die Eisenbahnstrecke führte zwischen Zürich Hauptbahnhof zu der Ortschaft Ziegelbrücke respektive Näfels. Mit der Verstaatlichung der NOB wurde die Seebahn 1901 Bestandteil der neu gegründeten Schweizerischen Bundesbahnen (SBB). Heute wird der Bahnhof Horgen See von zwei Linien der S-Bahn Zürich bedient:
- S 2 Zürich Flughafen – Zürich HB – Pfäffikon SZ – Ziegelbrücke
- S 8 Winterthur – Wallisellen – Zürich HB – Thalwil – Pfäffikon SZ
- SN8 Pfäffikon ZH – Wallisellen – Zürich HB – Thalwil – Lachen  (ZVV-Nachtnetz)

Der Bahnhof Horgen Oberdorf an der Bahnstrecke Thalwil–Zug wird von der S 24 Thayngen – Schaffhausen/Weinfelden – Winterthur – Zürich Flughafen – Zürich HB – Thalwil – Horgen Oberdorf – Zug  bedient. Am 24. September 2006 wurde an der Urne ein Kredit von 23 Mio. Franken für die Neugestaltung des Bahnhofareals bewilligt. Am 5. März 2007 erfolgte der Spatenstich zur Realisierung des Projektes. Die Neugestaltung des Bahnhofareals wurde 2009 abgeschlossen. Im November 2010 erhielt der Bahnhof Horgen den Preis FLUX – goldener Verkehrsknoten.
Die Station Sihlwald wird von der Sihltalbahn S 4 Zürich HB – Adliswil – Langnau-Gattikon (– Sihlwald)  angefahren.
Sihlbrugg Station ist von Sihlwald her nicht mehr bedient. Der Halt der S-Bahn Zürich in Sihlbrugg wurde zum Fahrplanwechsel 2012/2013 eingestellt, da die Strecke keinen Zeitrahmen für den Halt bietet und die Fahrgastzahlen zu gering waren.
Die Linien der Zimmerbergbusse verkehren innerhalb der Gemeinde und teilweise regional.

### Individualverkehr
Durch Horgen verkehrt die Hauptstrasse 3 von Zürich nach Pfäffikon SZ. Westlich von Horgen führt die Autobahn A3 von Basel über Zürich nach Sargans vorbei. Der neu erstellte Uetlibergtunnel verbindet seit 4. Mai 2009 Horgen durchgehend via den Westring Zürich mit Basel. Der Anschluss Horgen liegt im südlichen Teil von Horgen und gewährleistet die Verbindung zum lokalen Strassennetz.

### Schifffahrt

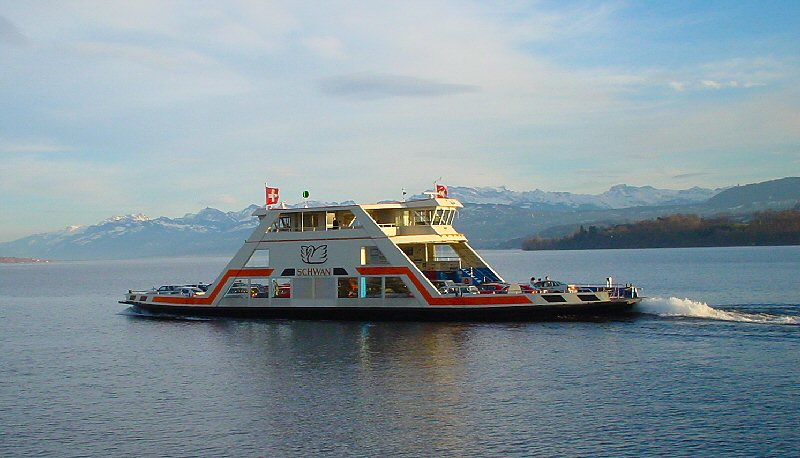
Zürichseefähre Meilen–Horgen

Die Zürichsee-Fähre Horgen–Meilen AG (FHM) ist eine Schweizer Aktiengesellschaft und betreibt seit 1932 den Fährbetrieb auf dem Zürichsee zwischen Horgen und Meilen. Die fünf Fährschiffe befördern im Jahr etwa 2,3 Millionen Personen, 1,3 Millionen Personenwagen und rund 100'000 Lastwagen.
Die Zürichsee-Schifffahrtsgesellschaft (ZSG) betreibt die Personenschifffahrt auf dem Zürichsee. Die Schiffsflotte transportiert jährlich etwa 1,8 Millionen Passagiere.

## Kunst, Kultur
Kulturelle Anlässe wie Konzerte, Kunstausstellungen, Vorträge oder die Fasnacht, welche von den Schönegglern hochgehalten wird, haben in Horgen Tradition.

### Privatschulen
Ab 1736 wurden in Horgen Privatschulen gegründet: mit aufklärerischer Bildung (Rudolf Rottenschweiler 1736–1806, in der Sust), für die Weiterbildung nach der Schulzeit (Rudolf Stapfer (1779–1838) ab 1797, «Institut Stapfer» in der «Windegg» (Zugerstrasse 8) später «Thalacker»), als Handelsschule für zukünftige Unternehmer für einheimische und ausländische Schüler (Lehrinstitut der Gebrüder Hüni 1816–1866, als private Seidenwebschule von Johann Jakob Staub 1855–1864 sowie 1876 die «Freie evangelische Volksschule zur Heimat») als Alternative zur Volksschule.

### Volks- und Berufsschulen
Die Schule in Horgen besteht aus den Stufen Hort/Kindergarten, Primarschule und Oberstufenschule in Form einer dreigeteilten Sekundarschule. Die ehemals in Horgen beabsichtigte Kantonsschule wurden vom Kanton nicht realisiert.
Die teilautonomen Schuleinheiten von Kindergarten und Primarschule sind den Bedürfnissen entsprechend auf die Ortsteile und Quartiere verteilt. Die Oberstufenschule ist im Oberstufenzentrum Berghalden/Rainweg zusammengefasst. Die Primarschuleneinheiten sind Arn, Baumgärtli, Bergli, Horgenberg, Rotweg, Tannenbach und Waldegg.
Seit 2001 befindet sich in Horgen ein Teil des Bildungszentrums Zürichsee (BZZ), welches aus dem Zusammenschluss der Kaufmännischen Berufsschulen Horgen und Stäfa und der Gewerblich-Industriellen Berufsschule Horgen entstanden ist.

### Freizeit

#### Bäder
In Horgen gibt es drei Badeanlagen. Im Sommer sind die Seebäder Sportbad Käpfnach und das Parkbad Seerose (nahe dem Bahnhof) geöffnet. Das ganze Jahr, mit Ausnahme einer Revisionsperiode in den Sommerferien, kann das Hallenbad Bergli genutzt werden.

### Sehenswürdigkeiten

#### Bergwerk
Der 1982 gegründete Bergwerksverein Käpfnach hat einen Teil der Stollenanlagen des ehemaligen Braunkohle-Bergwerks als Besucherbergwerk erschlossen und im Kohlemagazin ein Bergwerksmuseum untergebracht.

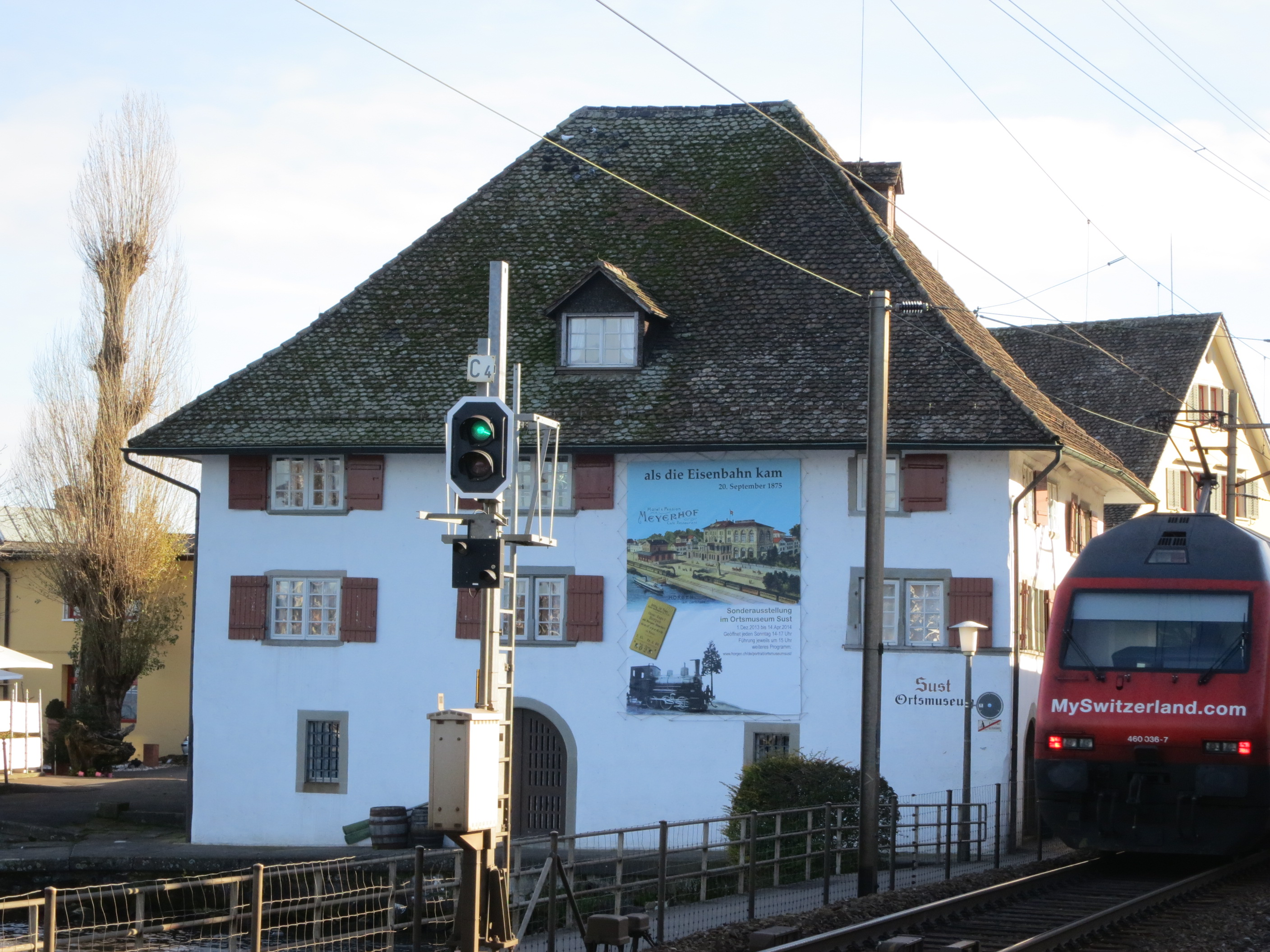
Ortsmuseum Sust

#### Ortsmuseum Sust
Beim Ortsmuseum Sust wurden die per Ledischiff von Zürich kommenden Waren auf Saumtiere umgeladen. Die älteste Sust- und Säumerordnung datiert von 1452. 1528 richtete die Stadt Zürich mit der Erneuerung der Sustordnung eine Zollstätte ein. 1558 wurde das Lager- und Verwaltungsgebäude erbaut. Seit 1957 ist hier das damals gegründete Ortsmuseum untergebracht. Der Saumpfad führte von 1230 bis 1830 von der Sust über die Hirzel Höhi zum Gotthardpass nach Italien und wurde dann von der Zugerstrasse über den Hirzel 1846 und der Eisenbahn 1875 abgelöst.

#### Reformierte Kirche
Die Reformierte Kirche Horgen, erbaut von Johann Jakob Haltiner, ist eine evangelisch-reformierte Kirche im Zentrum von Horgen. Das heutige Bauwerk wurde 1782 eingeweiht, am selben Standort sind seit dem 13. Jahrhundert Vorgängerbauten nachweisbar.

#### Fabrikantenvillen

Villa «Seerose», historisches Luftbild vom 26. Juni 1924, aufgenommen von Walter Mittelholzer

In prominenter Lage am See steht die «Villa Seerose», welche der Seidenindustrielle Jacques Huber-Kudlich 1902–1908 erbauen liess. Der Park und ein Teil des denkmalgeschützten schmiedeeisernen Zauns wurden zum Hundertjahrjubiläum dieses Gesamtkunstwerkes des Jugendstils restauriert. Die «Villa Seerose» beherbergt heute die Räume der Musikschule Horgen; es finden dort Konzerte und Wechselausstellungen statt.
Die klassizistische «Villa Streuli-Hüni» im «Herner» (mit neubarockem Badepavillon), die Villa Thalhof, die Villa Stünzi (ehemals Industriellenfamilie Stünzi) mit Park, die Villa Seewart, die Villa Stäubli sowie das Bocken-Gut (ehemals Industriellenfamilie Schwarzenbach-Wille, heute Credit Suisse Communication Center) sind nicht öffentlich zugänglich.

## Galerie

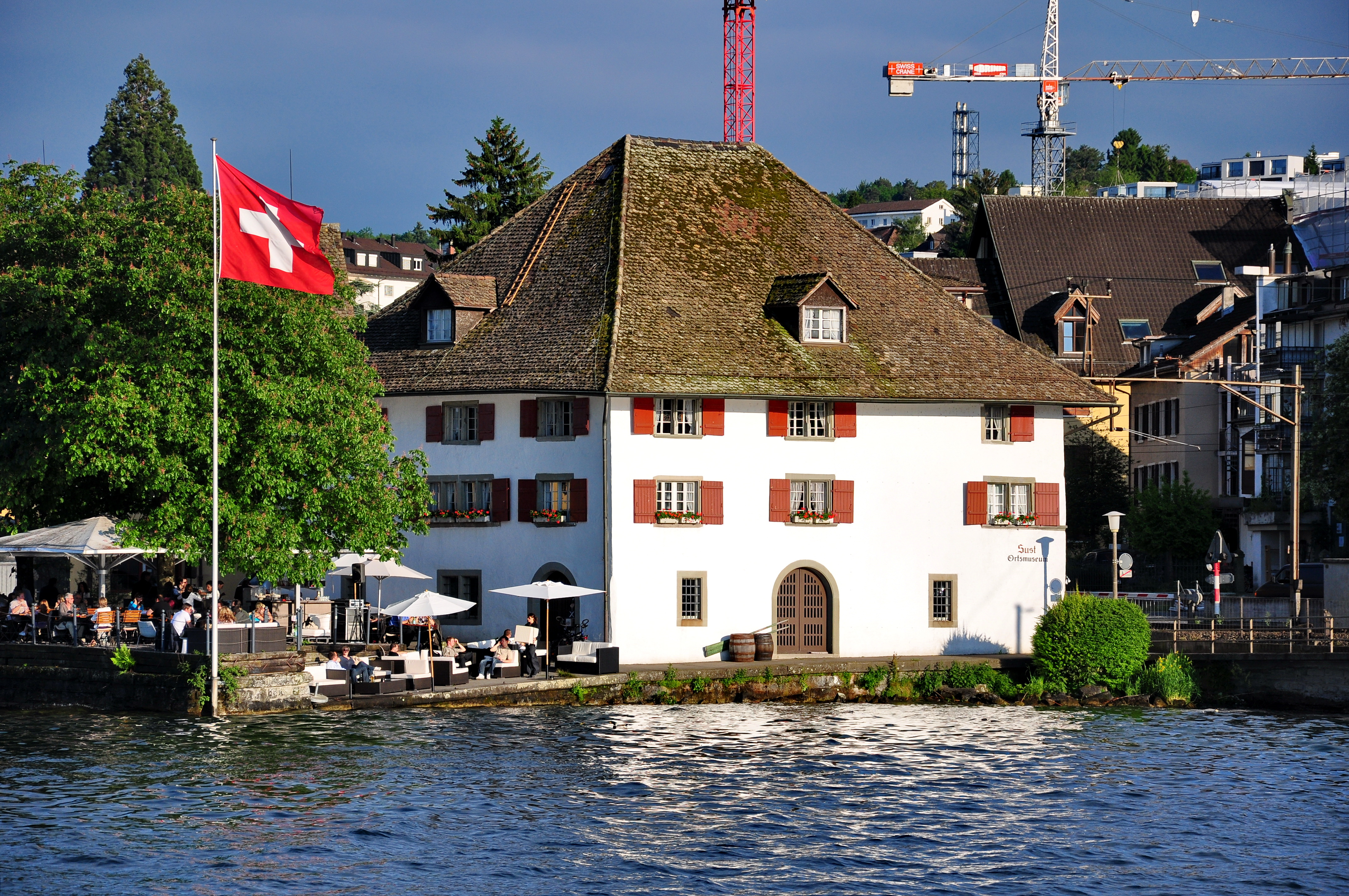
Sust von 1558
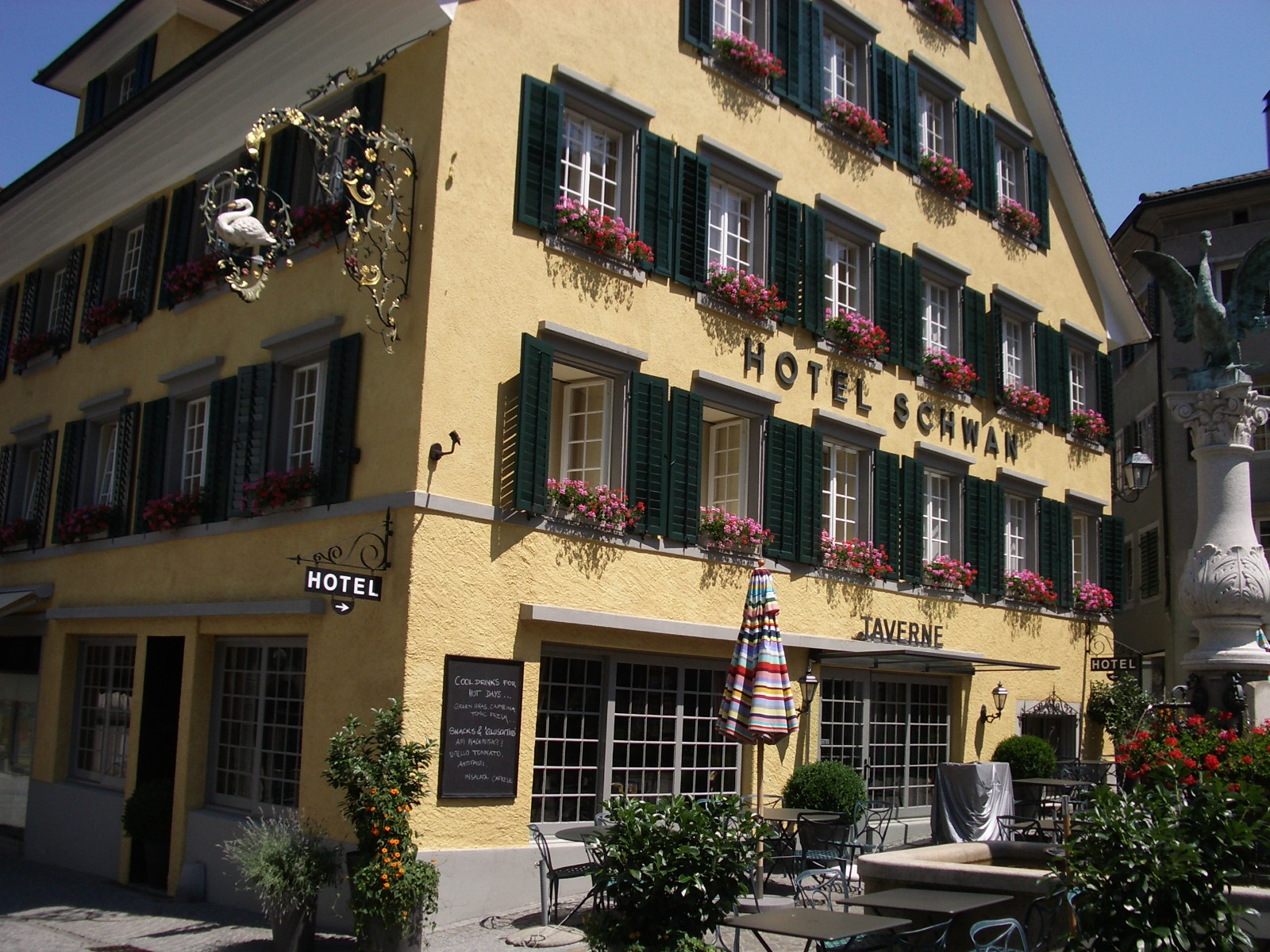
Hotel und Taverne Schwan, 1462 als Gesellenhaus erbaut
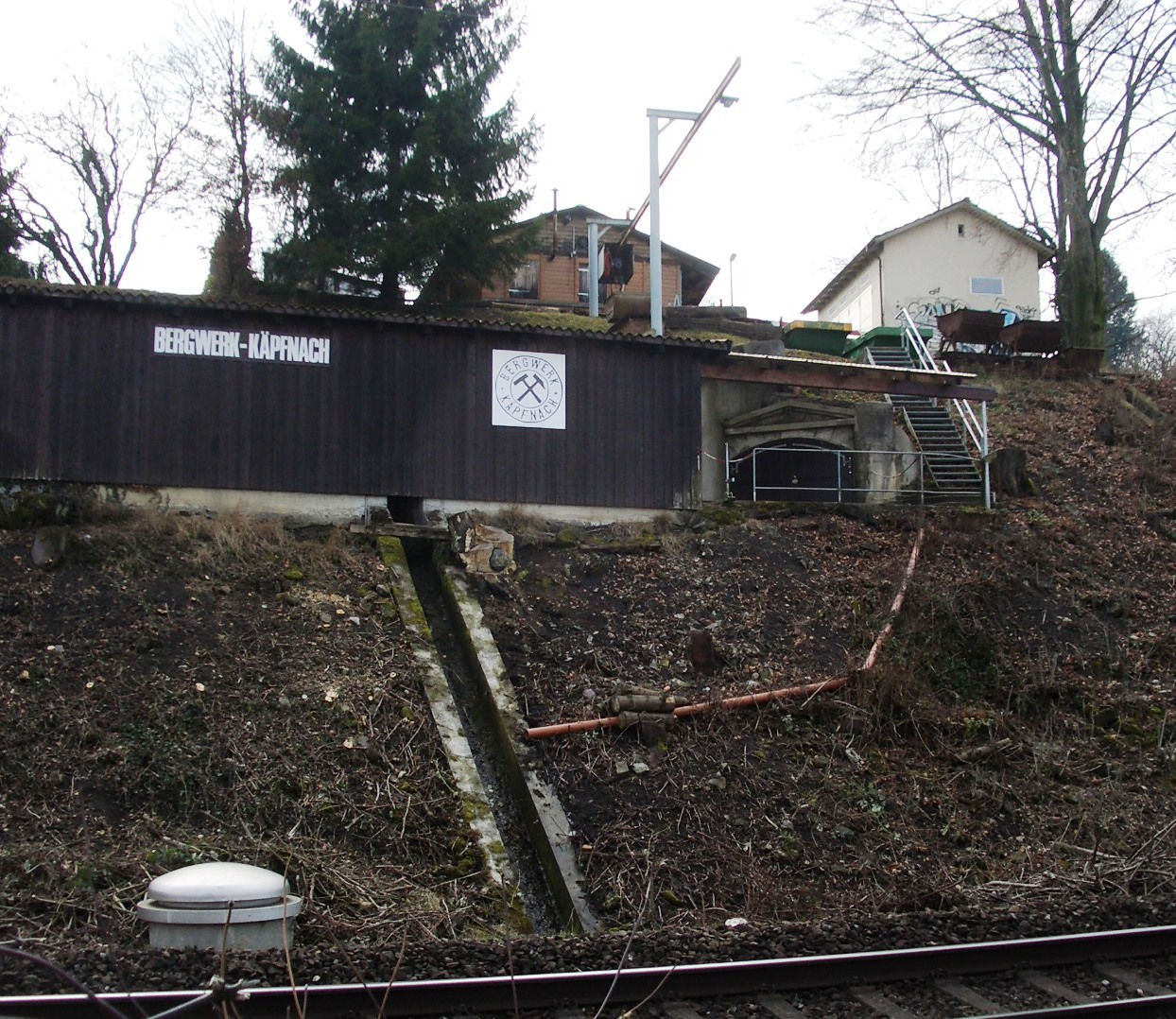
Eingang Bergwerk Käpfnach (Rotweg-Stollen)
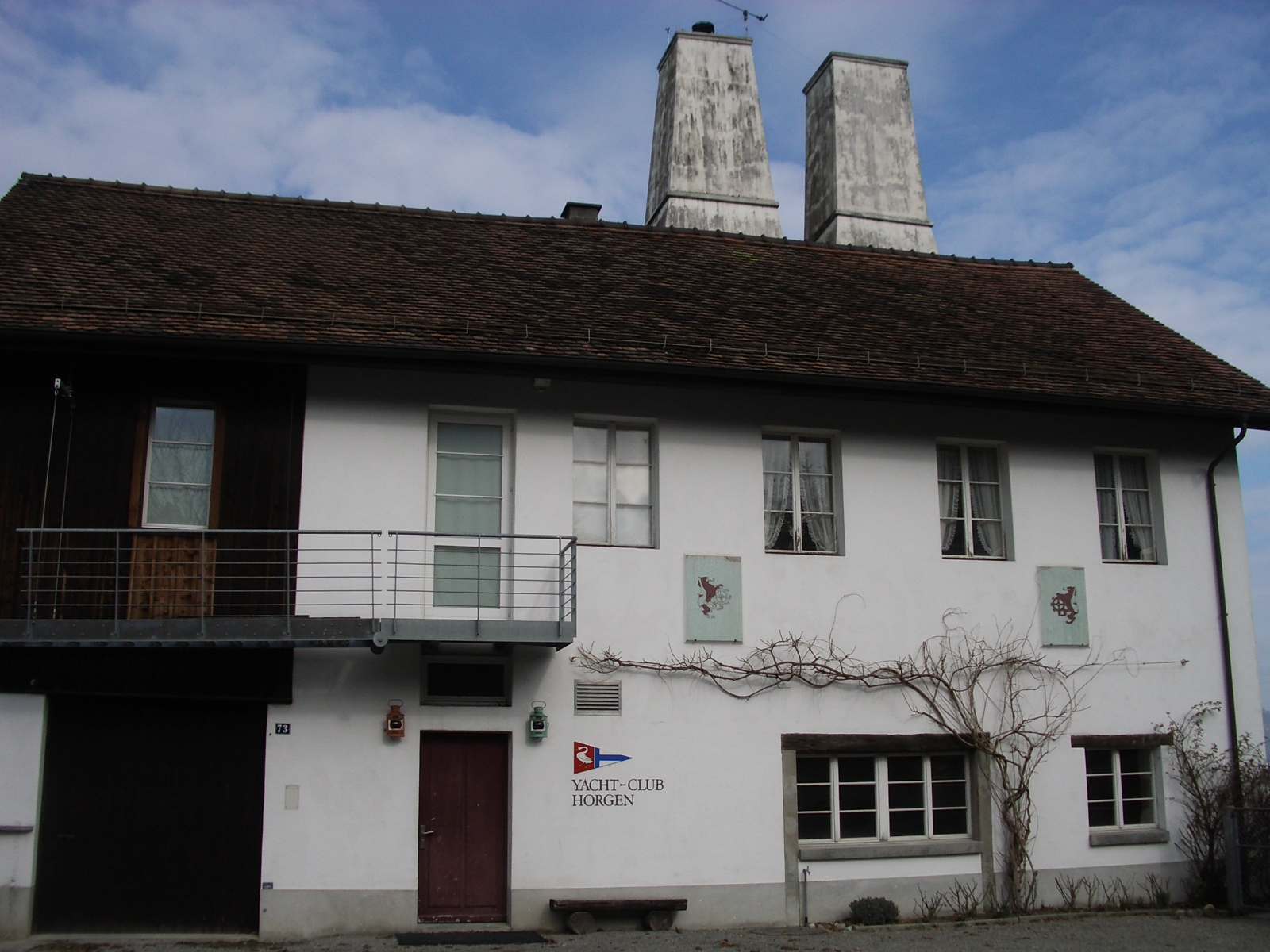
Zementfabrik mit zwei Öfen (Kamine) der Firma Ritter von 1880
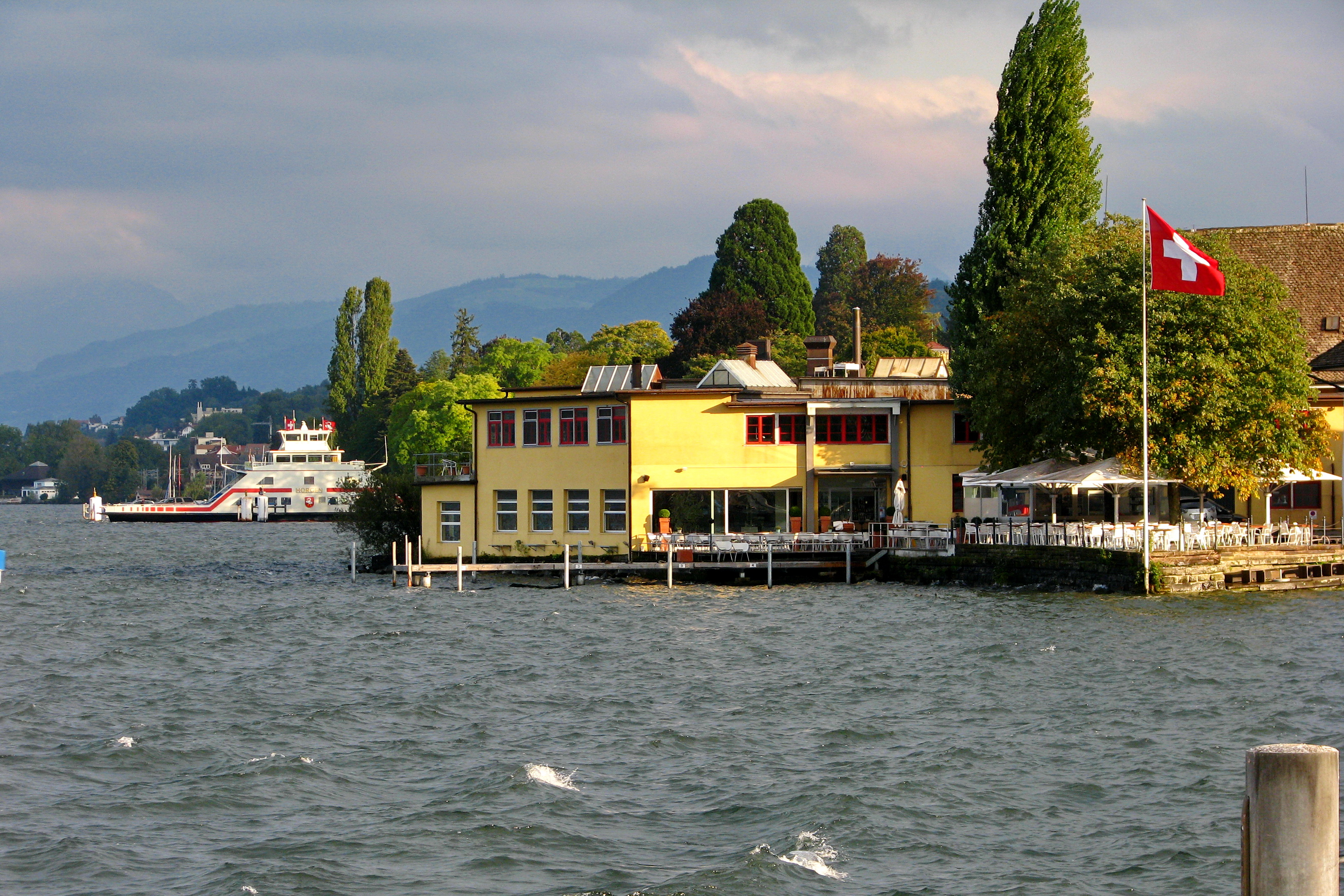
Blick vom Schiffsteg Richtung Sust
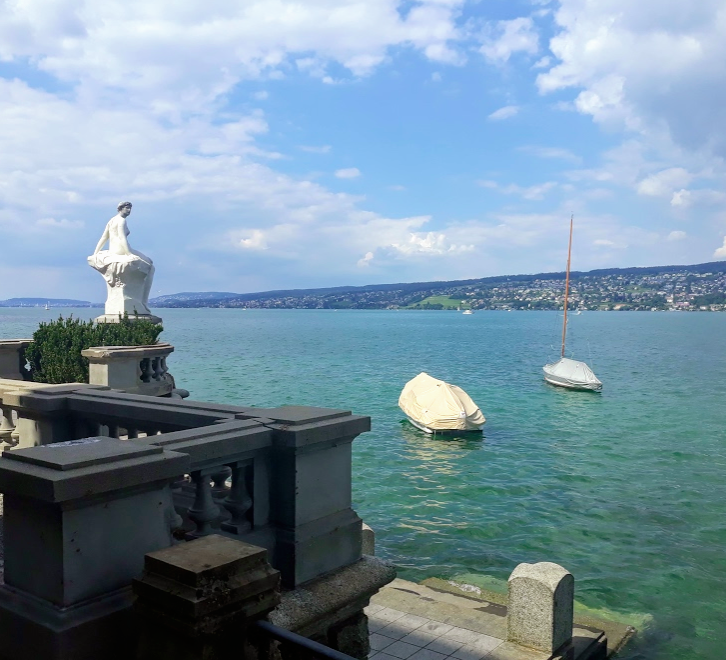
Zürichsee, von der Villa Seerose aus
Passerelle beim Bahnhof Horgen (See)
Kunst am Silo beim Bahnhof Horgen Oberdorf

## Sonstiges

### Spezielle Einrichtungen

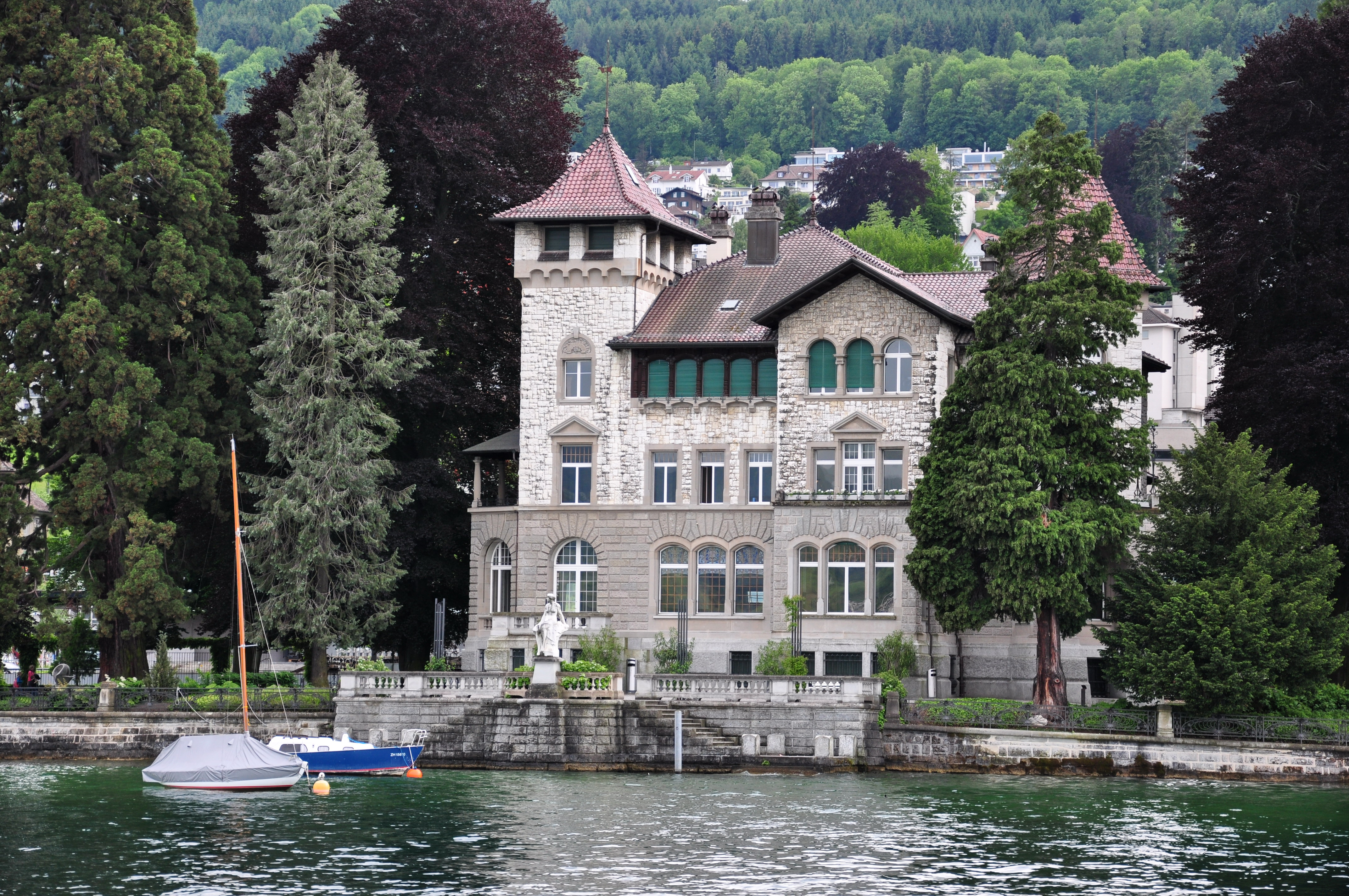
Villa Seerose

Im Bezirkshauptort liegen die Standorte vieler Institutionen von regionaler und kommunaler Bedeutung. Neben der Bezirksverwaltung, dem Posten der Kantonspolizei und dem Bezirksgefängnis das Bezirksgericht, die Stützpunktfeuerwehr und der Rettungsdienst des linken Zürichseeufers. Weitere sind:
- See-Spital,[53][54] das sich per 2011 mit der Sanitas in Kilchberg zusammenschloss[55][56]
- Humanitas, Stiftung zur Förderung geistig Behinderter[57]
- ARUD, Zentrum für Suchtmedizin.[58]
- Altersheim der Gemeinde Horgen[59]
- Gemeindebibliothek
- Fernwärmeversorgung
- Wasserversorgung
- Abwasserreinigungsanlage

### Allmendkorporation Reiti
In der 1466 gegründeten Allmendkorporation Reiti haben sich auf einzigartige Weise die spätmittelalterlichen Besitzverhältnisse in der Allmend bewahrt und sind nicht wie an anderen Orten an die politische Gemeinde übergegangen. Die Allmendkorporation ist die grösste private Liegenschaftsbesitzerin in der Gemeinde. Sie gibt Land zur Bebauung nur im Baurecht frei, dies zog im Konflikt mit öffentlichen Interessen bereits mehrmals gerichtliche Auseinandersetzungen nach sich, so im Jahr 1973 zum Zwecke des Neubaus eines Schulgebäudes oder in der Folge von Änderungen in der kommunalen Planung.

### Vereine

Horgner Sänger am Eidgenössischen Sängerfest in Solothurn 11. bis 13. Juli 1868

Angefangen von der 1685 gegründeten Schützengesellschaft über die Gesangsvereine und den Dramatischen Verein bis zu den vielen ethnischen Bevölkerungsgruppen, die sich organisiert haben, sind in Horgen über 160 Vereine zu finden.
Die Sportvereine finden in Horgen gute Trainingsmöglichkeiten. Neben den diversen Turnhallen sind das die Tennis- und Fussballplätze auf der Allmend und in der Waldegg, das Schwimmbad Bergli, das Sportbad Käpfnach, der Schiessplatz, die Reitställe und einige andere Anlagen.
Die Schöneggler, 1934 als Sportverein gegründet, sind eine Fasnachtsgesellschaft. Ins Leben gerufen wurde der Verein im noch heutigen Stammlokal, dem Restaurant «Schönegg». Veranstaltungen wie die Schnitzelbank und die Maskenbälle geniessen einen hohen Bekanntheitsgrad, und die Fasnachtszeitung «G’hörscht» gehört zur Pflichtlektüre eines jeden Horgners. Frack und Zylinder sowie karierte Hosen sind seit der Gründung das unübersehbare Erscheinungsbild des Vereins.
Der Schwimmclub Horgen, 30-facher Schweizer Meister im Wasserball (Stand 2017), spielt im 22–24 °C warmen Wasser des Sportbads Käpfnach, das bereits ab 1. Mai für jedermann geöffnet wird. Eine Eigenheit ist das Schwimmbecken, in welchem die Spiele stattfinden: ein im See verankerter Schwimmkörper aus Beton.

## Persönlichkeiten
- Willi Albrecht (1915–2013), Lithograph und Kunstmaler[65][66][67]
- Jens Alder (* 1957), Manager
- Johann Jakob Bänninger (1821–1880), Lehrer und Mundartdichter
- Walter Bosshard (* 1950), Nationalrat[68], Gemeinderat, Gemeindepräsident
- Jeannette Büsser (* 1973), Kantonsrätin
- Danielle Englert (* 1986), Kunstturnerin
- Elisabeth Feller (1910–1973), Unternehmerin und Kunstmäzenin
- Emil Frei (1897–1987), Nationalrat und Pädagoge
- Sophie Hediger (1998–2024), Snowboarderin
- Hans Hofmann (* 1939), alt Ständerat
- Hoyte van Hoytema (* 1971), niederländischer Kameramann
- Fortunat Huber (1896–1984), Unternehmer und Schriftsteller
- Jacques Huber-Kudlich (1851–1918), Seidenindustrieller in New York und Horgen
- Reinhold Kündig (1888–1984), Maler
- Heinrich Hüni-Nägeli (1790–1854), Gründer des Horgener Lehrinstituts Hüni, Regierungsrat[69]
- Heinrich Hüni-Stettler (1813–1876), Seidenfabrikant, Nationalrat
- Hans Landis (um 1543–1614), Täufer, Prediger und Märtyrer
- Steve Lee (1963–2010), Musiker und Leadsänger der Band «Gotthard»
- Elisabeth Lenhardt (1909–1974), Lehrerin
- Hans Eduard Meier (1922–2014), Typograph
- Jacob Meyer (1799–1865), Naturforscher, Geograph und Pädagoge
- Heinz Misteli (* 1936), Eisenplastiker, Maler, Restaurator und Antiquitätenhändler
- Leonie Moser (1897–1959), eine der ersten Schweizer Röntgenschwestern
- Theodor Odinga (1866–1931), Unternehmer und Politiker
- Gabi Petri (* 1960), Politikerin
- Johannes Ryf (1844–1914), Jurist und Politiker
- Johann Jakob Schäppi (1819–1908), Nationalrat[70]
- Reto Schäppi (* 1991), Eishockeyspieler
- Andy Schmid (* 1983), Handballspieler und -trainer
- Gerold Schwarzenbach (1904–1978), Chemiker
- Hans Schwarzenbach (1913–1993), Jurist, Unternehmer und Pferdesportler
- Ernst Sieber (1927–2018), Pfarrer, Autor, Nationalrat, arbeitete mit Obdachlosen und Drogensüchtigen
- Vreni Spoerry (1938–2025), National- und Ständerätin
- Emil Staiger (1908–1987), Professor der Germanistik an der Universität Zürich
- Johann Stapfer 1809–1886, Seidenfabrikant, Nationalrat[71]
- Rudolf Stapfer (1779–1838), Kreislehrer, Bezirksschulpfleger, Friedensrichter, Kantonsrat
- Johann Jakob Staub (1803–1888), Seidenfabrikant, Jacquardwebstuhl, Webschule
- Hermann Stäubli (1867–1940), Gründer der Firma Stäubli International
- Max Steiger (* 1942), Architekt und Hochschullehrer
- Heiri Steiner (1906–1983), Grafiker, Illustrator, Plakatkünstler, Typograf und Fotograf
- Adolf Streuli (1868–1953), Notar, Regierungsrat[72]
- Rudolf Streuli (1871–1943), Landwirt, Nationalrat[73]
- Fritz Stüssi (1874–1923), Komponist, Dirigent, Organist und Pianist
- Luigi Taveri (1929–2018), dreifacher Motorrad-Weltmeister
- Dorjee Tsawa (* 1976), Fussballspieler
- Samuel Wanner (1853–1911), Nationalrat und Unternehmer[74]
- Sämi Weber (* 1964), Kinderbuchautor
- Thomas Weibel (* 1954), Politiker
- Johann Jakob Widmer (1819–1879), Seidenfabrikant, Nationalrat[75]